# 梯云东路
梯云东路位于中国广州市荔湾区，是一条呈东西走向的道路。
其东起杉木栏路，西至大同路，全长465米，宽12米，目前车辆通行方向为由西往东单向通行。1931年将蓑衣街通过梯云桥至黄沙西端开辟为马路，取梯云桥而得名。现时道路两旁较多经营水产、冰鲜、冷冻品的商铺。

## 与之交会道路
顺序由西往东排列
- 大同路
- 珠玑路
- 清平路
- 十八甫南路、杉木栏路

## 公共交通
- 广州地铁1号线黃沙站
- 广州地铁6号线黃沙站

均在鄰近梯雲東路位置設有出口。